# Wronów (przystanek kolejowy)
Wronów – zlikwidowany przystanek kolejowy we Wronowie, w województwie wielkopolskim, w Polsce, na trasie wąskotorowej linii Witaszyce Wąskotorowe – Zagórów.